# Haberlea rhodopensis
Haberlea rhodopensis là một loài thực vật có hoa trong họ Tai voi. Loài này được Friv. mô tả khoa học đầu tiên năm 1835.

## Hình ảnh

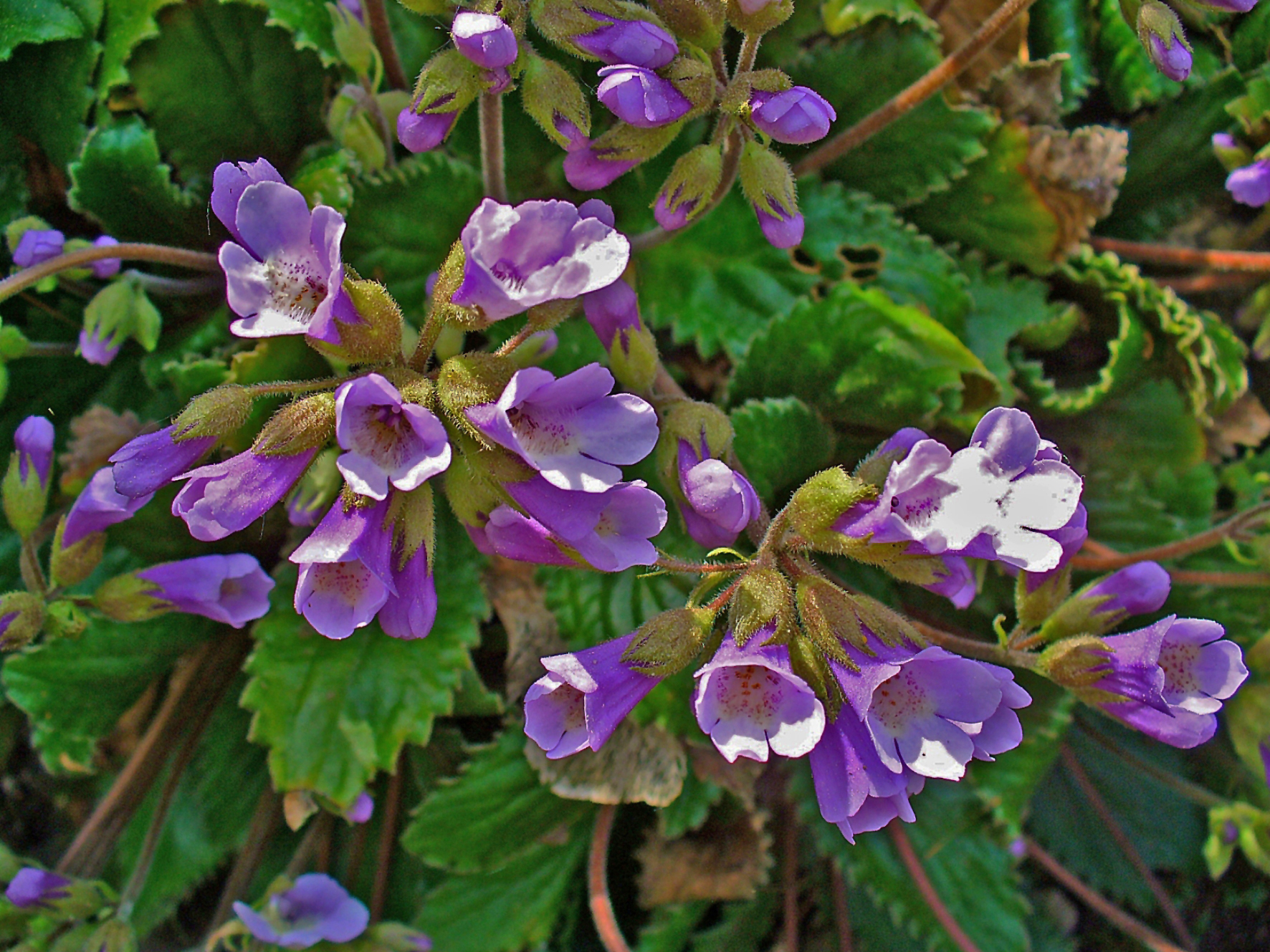
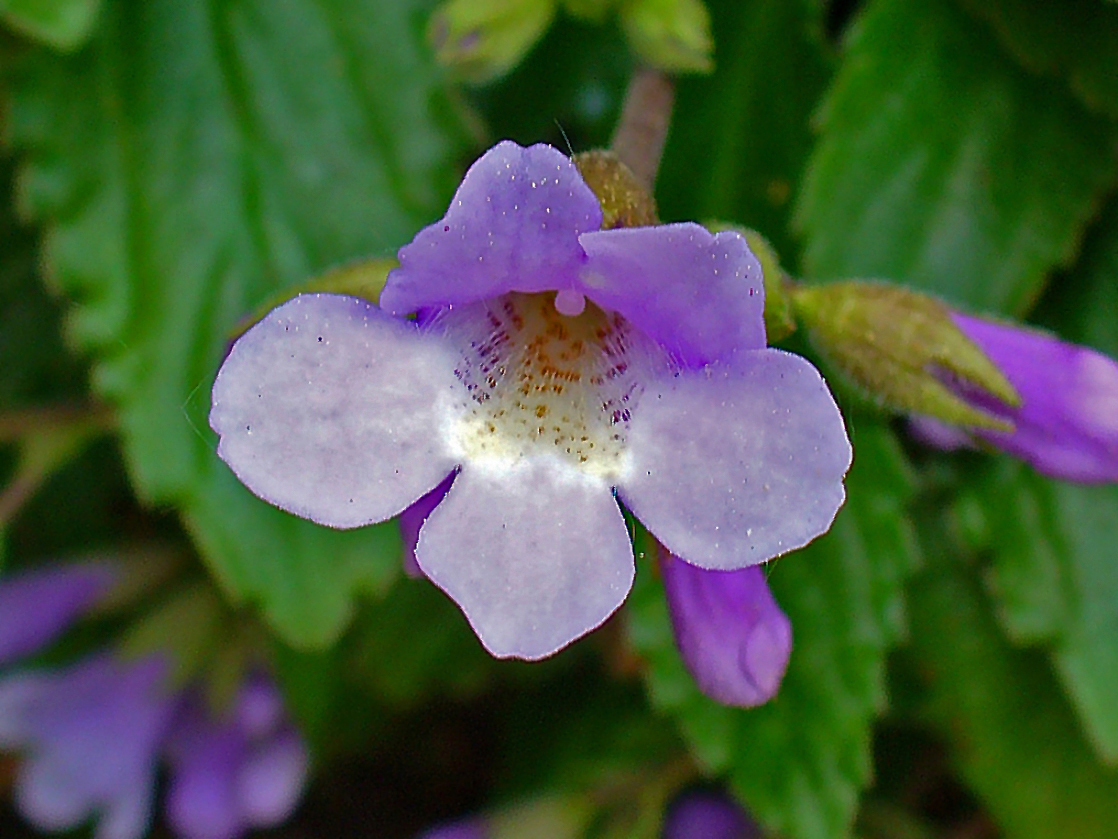
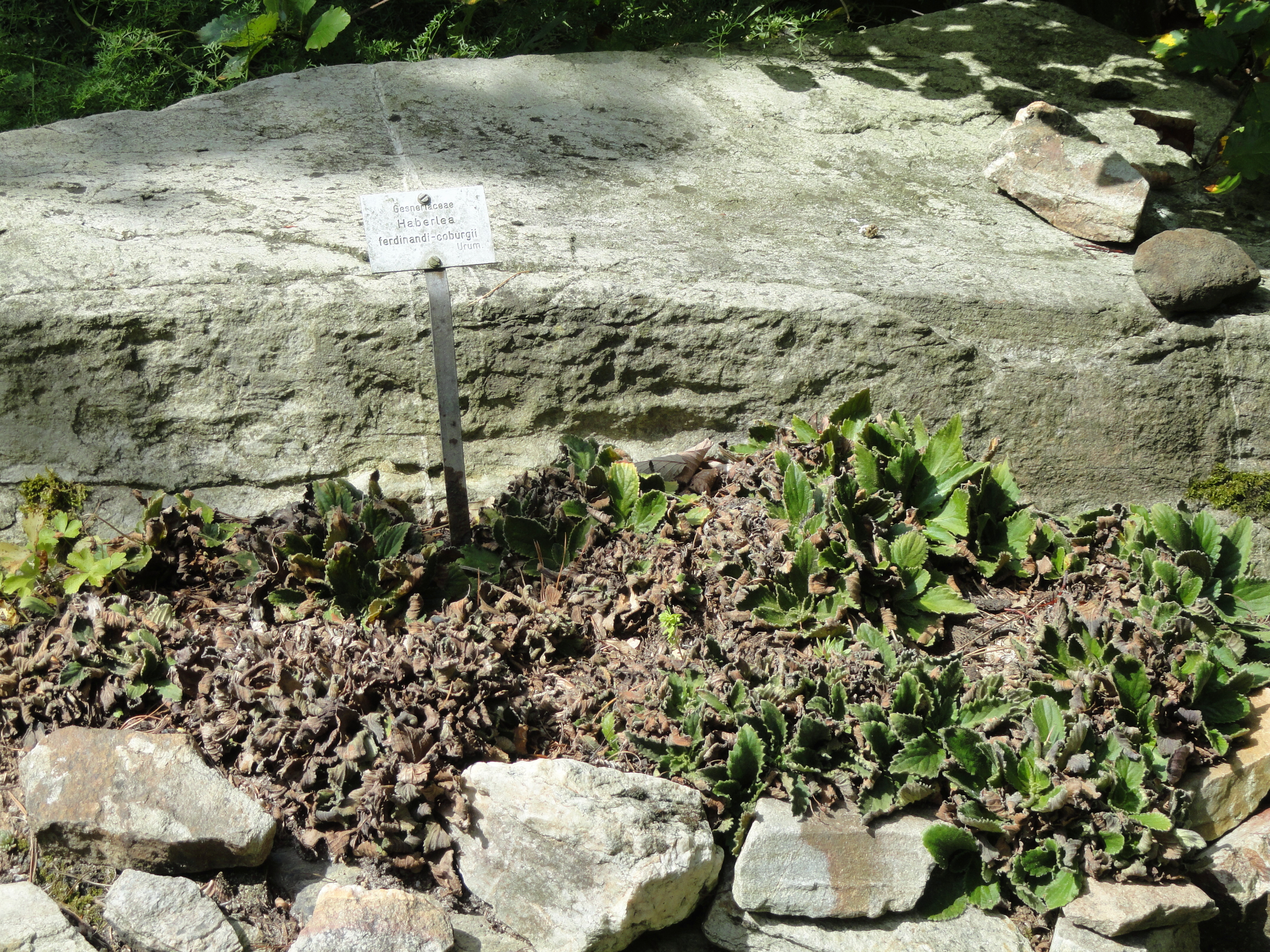
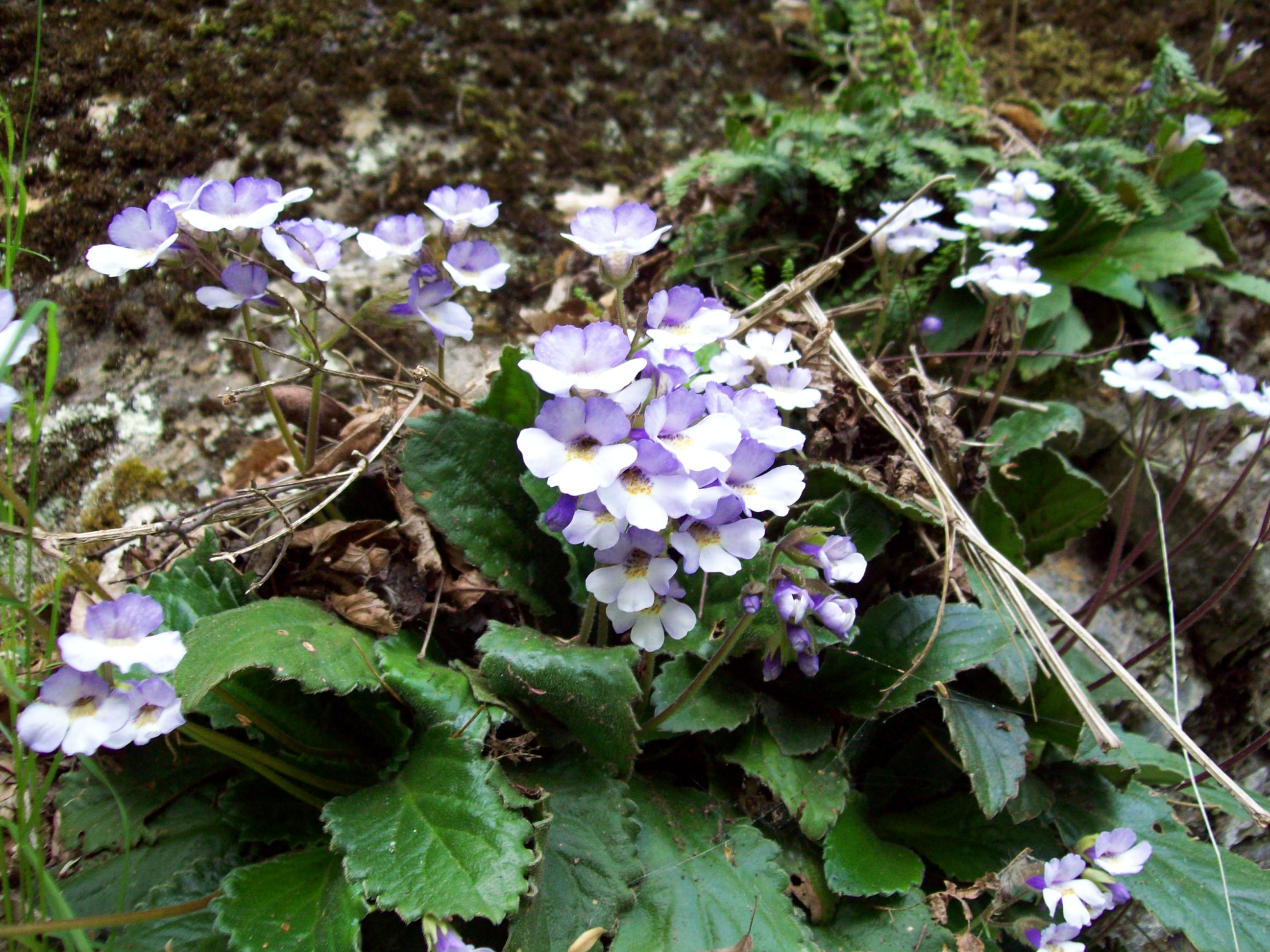